# Ellas por ellas
Ellas por Ellas es una telenovela chilena, producida y emitida por Canal 13 durante el segundo semestre de 1991. Creada por Cassiano Gabus Mendes: Elas por Elas y sus guionistas fueron Silvia Hojman y Claudio Navarro. Cuenta con la actuación principal de: Bastián Bodenhöfer, Rebeca Ghigliotto, Gloria Laso, Sandra Solimano, Patricio Achurra, Álvaro Rudolphy, Soledad Alonso, Adriana Vacarezza, Cristián Campos, Liliana García y Ana María Martínez.

## Argumento
Marcia (Ana María Martínez) es una viuda que invita a sus excompañeras de la escuela a una reunión, 20 años después de haber egresado. Ella quiere descubrir con cuál de ellas estaba su marido Adán (Sergio Hernández) en el momento de fallecer. Para lo cual contrata los servicios de Mario Cáceres (Bastián Bodenhöfer), un torpe y despistado detective privado, más conocido como "Mario Copuchas", hermano de Wanda (Liliana García), quien es una excompañera de escuela de Marcia y la verdadera amante de su marido fallecido.
Romántica y soñadora, Wanda tiene miedo de que su hermano descubrir la verdad. Para mitigar su culpabilidad, cuenta con el apoyo de Gerardo (Alex Zisis), psicólogo que para ella se enamora.
Con el tiempo, Mario y Marcia se enamoran, pero tienen que enfrentar la ira de Claudia, millonaria exnovia de Mario que hace todo para reconquistarlo. Claudia tiene un fuerte aliado: los padres de Marta, madre de Mario y Wanda.
Una de estas 6 mujeres es Elena (Rebeca Ghigliotto), que no sospecha que su hija Myriam (Catalina Guerra), fue cambiada al nacer por la malvada enfermera Eva (Lucy Salgado), que cuida a su anciano padre Miguel (Armando Fenoglio), pero más que cuidarlo, lo tortura psicológicamente y lo va matando de a poco. La enfermera cambió a Myriam por un niño al que llamó Gilberto (Carlos Embry), que le decían Gil y tenía cara de ídem. La verdadera madre de Gil resulta ser Adriana (Soledad Alonso), otra de las amigas, quien siempre ha creído que Myriam es su hija. 
Por otra parte, Natalia (Sandra Solimano), amargada y vengativa integrante del grupo, sospecha que la joven Marlene (Adriana Vacarezza), fue la asesina de su hermano, que murió empujado desde los más alto de un cerro por una misteriosa y maléfica persona. Aunque Marlene es apoyada por Carlos (Álvaro Rudolphy), pareja de la joven, hermano de Natalia. debido al romance entre ambos se complica la relación de hermanos entre Natalia y Carlos. Se verá dañada y cuesta abajo.
Existe también la historia de Carmen (Gloria Laso), la más pobre del grupo. Ama de casa dedicada a su marido Rubén (Jaime Azócar), su padre Hermeto (Sergio Urrutia) y su hija Vicky (Aline Küppenheim), descubre el amor con el que lucha constantemente: Simon Andrade (Cristián Campos), hermano de su marido, un abogado vividor que tiene la intención de dar el golpe en el pecho en Ema, la incómoda hija de Marcia.

## Elenco
- Bastián Bodenhöfer como Mario Cáceres
- Ana María Martínez de la Torre como Marcia Hurtado
- Rebeca Ghigliotto como Elena Del Real
- Cristián Campos como Simón Andrade
- Liliana García como Wanda Cáceres
- Patricio Achurra como Jaime Munizaga
- Adriana Vacarezza como Marlene Fuentes
- Sandra O'Ryan como Claudia González
- Álvaro Rudolphy como Carlos Luco
- Catalina Guerra como Myriam Ferrara
- Sandra Solimano como Natalia Luco
- Soledad Alonso como Adriana Ferrara
- Gloria Laso como Carmen Gloria Jara
- Lucy Salgado como Eva Santelices
- Armando Fenoglio como Miguel Del Real
- Jaime Azócar como Roberto
- Liliana Ross como Marta Cáceres
- Alex Zisis como Gerardo Escalante
- Carlos Embry como Gilberto Munizaga Del Real
- Amparo Noguera como Ema Pereira
- Remigio Remedy como Iván Pereira
- Eduardo Mujica como Rubén Andrade
- Pedro Villagra como Nicolás Cáceres
- Gloria Canales como Vilma
- Sergio Urrutia como Ronaldo Fuentes
- Margarita Barón como María
- Gonzalo Meza como Matías Andrade
- Aline Küppenheim como Victoria Andrade
- Carolina Infante como Marisol Pereira
- Elisa Hernández como Mercedes Manríquez

### Actores recurrentes e invitados
- Sergio Hernández Albrecht como Adán Pereira Bolívar
- Shlomit Baytelman como Marietta Fernández
- Consuelo Holzapfel como Paloma 2.
- Exequiel Lavandero como Martín Gálvez
- Cuca Navarro como Déborah
- Ximena Vidal como María José Vergara
- Patricia Larraguibel como Beatriz.
- Verónica Gónzalez como secretaria
- Pedro Vicuña como Gonzalo
- Katty Kowaleczko como Marcela
- Boris Quercia como Manuel
- Magdalena Max-Neef
- César Arredondo
- Juan Pérez Berrocal
- Néstor Corona
- José Barrera
- Emilio García
- Pía Salas
- Loreto Araya-Ayala
- Rodolfo Martínez

## Banda sonora
Lado A
- Pablo Ugarte - Ellas por ellas
- Pandora - Ni tú ni yo
- Chayanne - La fuerza de amar
- Ricardo Montaner - Me va a extrañar
- Luis Miguel - Cuestión de piel
- Yuri - Sabes lo que pasa

Lado B
- Emmanuel - No he podido verte
- Ana Gabriel - Quién como tú
- Álvaro Torres - Mujer de nieve
- Myriam Hernández - Herida
- Rick Astley - Cry for Help
- Azúcar Moreno - Tú quieres más (Porque te amo)
- Elton John - Sacrifice

## Datos extras
- Teleserie retransmitida desde abril de 2025 a través del canal Rec TV, señal retro de Canal 13.
- El actor Carlos Embry, en la campaña publicitaria previa a la telenovela decía: "Me llamo Gil (Gilberto)..., pero no tengo nada de gil". En Chile la palabra "gil" significa tonto, torpe.
- En la telenovela Brujas la trama es similar a esta, la cual consiste en que una viuda busca a la que estuvo con su difunto esposo al momento de fallecer, las sospechosas son conocidas.
- Debutan como actrices Aline Küppenheim y Carolina Infante.